# Сухекомнати (герб)
Сухеко́мнати (пол. Suchekomnaty) — шляхетський герб. 

## Опис
У червоному полі чорний мисливський ріг, прикрашений золотом, на перекрученому паску; на паску зображено золотий хрест. В клейноді три страусові пір'їни. Походить з 13 століття. Перша згадка в джерелах — 1416 рік.

## Історія
Інші назви Сухікімнати, Кіманти, Комнати (Komnaty), Ковнати (Kownaty), Сухі Кімнати (Suche Komnaty), Голековнати (Gołekownaty), Сухековнати (Suchekownaty).

## Роди
- Біялостоцкі,
- Бернатовичі (Bernatowicz),
- Гамські,
- Казновські,
- Овлочимські,
- Ридзевські,
- Міончинські, (Miochynskiy),
- Стемпковські (

## Різновиди
- Бернартович (герб)
- Бернатович галицький (герб)